# Campeonato Mundial de Natação em Piscina Curta de 2004
O Campeonato Mundial de Natação em Piscina Curta de 2004 foi a sétima edição do Campeonato Mundial de Natação em Piscina Curta. Foi realizado na cidade de Indianápolis, nos Estados Unidos, de 7 a 11 de outubro.

## Quadro de Medalhas
| #  | País           | Gold | Silver | Bronze | Total |
| -- | -------------- | ---- | ------ | ------ | ----- |
| 1  | Estados Unidos | 21   | 10     | 10     | 41    |
| 2  | Austrália      | 7    | 15     | 7      | 29    |
| 3  | Reino Unido    | 2    | 3      | 0      | 5     |
| 4  | Rússia         | 2    | 0      | 0      | 2     |
| 5  | Suécia         | 1    | 4      | 4      | 9     |
| 6  | Brasil         | 1    | 1      | 3      | 5     |
| 7  | Alemanha       | 1    | 1      | 1      | 3     |
| 8  | Japão          | 1    | 0      | 1      | 2     |
|    | Países Baixos  | 1    | 0      | 1      | 2     |
|    | Eslováquia     | 1    | 0      | 1      | 2     |
|    | Eslovênia      | 1    | 0      | 1      | 2     |
|    | Tunísia        | 1    | 0      | 1      | 2     |
| 13 | China          | 0    | 2      | 1      | 3     |
| 14 | Canadá         | 0    | 1      | 3      | 4     |
| 15 | Roménia        | 0    | 1      | 1      | 2     |
| 16 | Argélia        | 0    | 1      | 0      | 1     |
|    | Itália         | 0    | 1      | 0      | 1     |
| 18 | Cazaquistão    | 0    | 0      | 2      | 2     |
| 19 | Croácia        | 0    | 0      | 1      | 1     |
|    | Nova Zelândia  | 0    | 0      | 1      | 1     |

## Resultados
| Evento            | Ouro                                                                              | Tempo      | Prata                                                                                   | Tempo    | Bronze                                                                           | Tempo    |
| Livre             |                                                                                   |            |                                                                                         |          |                                                                                  |          |
| 50 m Masculino    | Mark Foster                                                                       | 21"58      | Stefan Nystrand                                                                         | 21"66    | Nick Brunelli Nicholas Santos                                                    | = 21"71  |
| 50 m Feminino     | Marleen Veldhuis                                                                  | 24"41      | Libby Lenton                                                                            | 24"54    | Therese Alshammar                                                                | 24"63    |
| 100 m Masculino   | Jason Lezak                                                                       | 47"97      | Salim Iles                                                                              | 48"07    | Rick Say                                                                         | 48"30    |
| 100 m Feminino    | Libby Lenton                                                                      | 52"67      | Josefin Lillhage                                                                        | 53"56    | Marleen Veldhuis                                                                 | 53"88    |
| 200 m Masculino   | Michael Phelps                                                                    | 1'43"59    | Rick Say                                                                                | 1'44"39  | Ryan Lochte                                                                      | 1'44"97  |
| 200 m Feminino    | Josefin Lillhage                                                                  | 1'56"35    | Lindsay Benko                                                                           | 1'56"48  | Dana Vollmer                                                                     | 1'58"05  |
| 400 m Masculino   | Yuri Prilukov                                                                     | 3'40"79    | Chad Carvin                                                                             | 3'43"77  | Justin Mortimer                                                                  | 3'44"70  |
| 400 m Feminino    | Kaitlin Sandeno                                                                   | 4'02"01    | Sara McLarty                                                                            | 4'04"49  | Sachiko Yamada                                                                   | 4'04"64  |
| 800 m Feminino    | Sachiko Yamada                                                                    | 8'18"21    | Kate Ziegler                                                                            | 8'20"55  | Melissa Gorman                                                                   | 8'25"38  |
| 1500 m Masculino  | Yuri Prilukov                                                                     | 14'39"16   | Simone Ercoli                                                                           | 14'53"89 | Dragos Coman                                                                     | 14'56"74 |
| 4x100 m Masculino | Estados Unidos · Nick Brunelli · Neil Walker · Nate Dusing · Jason Lezak          | 3'09"96    | Brasil · César Cielo · Thiago Pereira · Christiano Santos · Nicholas Santos             | 3'12"73  | Canadá · Mike Mintenko · Mattew Rose · Adam Sioui · Rick Say                     | 3'13"62  |
| 4x100 m Feminino  | Estados Unidos · Amanda Weir · Kara Lynn Joyce · Lindsay Benko · Jenny Thompson   | 3'35"07    | Suécia · Josefin Lillhage · Anna-Karin Kammerling · Johanna Sjoberg · Therese Alshammar | 3'35"83  | Austrália · Libby Lenton · Louise Tomlinson · Danni Miatke · Shayne Reese        | 3'36"18  |
| 4x200 m Masculino | Estados Unidos · Ryan Lochte · Chad Carvin · Daniel Ketchum · Justin Mortimer     | 7'03"71    | Austrália · Nicholas Sprenger · Andrew Mewing · Brendan Huges · Joshua Krogh            | 7'03"78  | Brasil · Rodrigo Castro · Thiago Pereira · Rafael Mosca · Lucas Salatta          | 7'06"64  |
| 4x200 m Feminino  | Estados Unidos · Dana Vollmer · Rachel Komisarz · Lindsay Benko · Kaitlin Sandeno | 7'47"72    | Austrália · Libby Lenton · Danni Miatke · Louise Tomlinson · Shayne Reese               | 7'51"39  | Suécia · Ida Mattsson · Johanna Sjoberg · Josefin Lillhage · Petra Granlund      | 7'54"39  |
| Borboleta         |                                                                                   |            |                                                                                         |          |                                                                                  |          |
| 50 m Masculino    | Ian Crocker                                                                       | 22"71      | Mark Foster                                                                             | 23"22    | Duje Draganja                                                                    | 23"26    |
| 50 m Feminino     | Jenny Thompson                                                                    | 25"89      | Anna-Karin Kammerling                                                                   | 26"02    | Libby Lenton                                                                     | 26"53    |
| 100 m Masculino   | Ian Crocker                                                                       | 50"18 RC   | James Hickman                                                                           | 51"13    | Peter Mankoc                                                                     | 51"66    |
| 100 m Feminino    | Martina Moravcová                                                                 | 57"38      | Rachel Komisarz                                                                         | 57"85    | Jenny Thompson                                                                   | 58"13    |
| 200 m Masculino   | James Hickman                                                                     | 1'53"41    | Ioan Gherghel                                                                           | 1'54"06  | Wu Peng                                                                          | 1'54"51  |
| 200 m Feminino    | Kaitlin Sandeno                                                                   | 2'06"95    | Mary Descenza                                                                           | 2'07"79  | Audrey Lacroix                                                                   | 2'08"35  |
| Costas            |                                                                                   |            |                                                                                         |          |                                                                                  |          |
| 50 m Masculino    | Thomas Rupprath                                                                   | 23"51      | Matt Welsh                                                                              | 23"60    | Peter Marshall                                                                   | 23"93    |
| 50 m Feminino     | Haley Cope                                                                        | 27"49      | Gao Chang                                                                               | 27"55    | Sophie Edington                                                                  | 28"17    |
| 100 m Masculino   | Aaron Peirsol                                                                     | 50"72      | Matt Welsh                                                                              | 51"04    | Thomas Rupprath                                                                  | 51"20    |
| 100 m Feminino    | Haley Cope                                                                        | 59"03      | Gao Chang                                                                               | 59"61    | Sophie Edington                                                                  | 59"64    |
| 200 m Masculino   | Aaron Peirsol                                                                     | 1'50"52    | Matt Welsh                                                                              | 1'52"54  | Arkady Vyatchanin                                                                | 1'54"20  |
| 200 m Feminino    | Margaret Hoelzer                                                                  | 2'05"04    | Tayliah Zimmer                                                                          | 2'08"05  | Melissa Ingram                                                                   | 2'08"54  |
| Peito             |                                                                                   |            |                                                                                         |          |                                                                                  |          |
| 50 m Masculino    | Brendan Hansen                                                                    | 26"86      | Brenton Rickard                                                                         | 27"09    | Stefan Nystrand                                                                  | 27"28    |
| 50 m Feminino     | Brooke Hanson                                                                     | 30"20      | Jade Edmistone                                                                          | 30"21    | Tara Kirk                                                                        | 30"61    |
| 100 m Feminino    | Brooke Hanson                                                                     | 1'05"36 RC | Jade Edmistone                                                                          | 1'05"97  | Tara Kirk                                                                        | 1'06"33  |
| 100 m Masculino   | Brendan Hansen                                                                    | 58"45      | Brenton Rickard                                                                         | 58"64    | Vladislav Polyakov                                                               | 59"07    |
| 200 m Masculino   | Brendan Hansen                                                                    | 2'04"98 RC | Brenton Rickard                                                                         | 2'08"34  | Vladislav Polyakov                                                               | 2'08"36  |
| 200 m Feminino    | Brooke Hanson                                                                     | 2'21"68    | Amanda Beard                                                                            | 2'22"53  | Sarah Katsoulis                                                                  | 2'22"97  |
| Medley            |                                                                                   |            |                                                                                         |          |                                                                                  |          |
| 100 m Masculino   | Peter Mankoc                                                                      | 52"66 RC   | Thomas Rupprath                                                                         | 53"35    | Thiago Pereira                                                                   | 53"75    |
| 100 m Feminino    | Brooke Hanson                                                                     | 1'00"01    | Shayne Reese                                                                            | 1'00"92  | Martina Moravcová                                                                | 1'00"95  |
| 200 m Masculino   | Thiago Pereira                                                                    | 1'55"78    | Ryan Lochte                                                                             | 1'55"86  | Oussama Mellouli                                                                 | 1'56"23  |
| 200 m Feminino    | Brooke Hanson                                                                     | 2'09"81    | Lara Carroll                                                                            | 2'10"58  | Katie Hoff                                                                       | 2'10"61  |
| 400 m Masculino   | Oussama Mellouli                                                                  | 4'07"02    | Robin Francis                                                                           | 4'08"06  | Eric Shanteau                                                                    | 4'08"94  |
| 400 m Feminino    | Kaitlin Sandeno                                                                   | 4'30"12    | Katie Hoff                                                                              | 4'33"09  | Lara Carroll                                                                     | 4'35"46  |
| 4x100 m Masculino | Estados Unidos · Aaron Peirsol · Brendan Hansen · Ian Crocker · Jason Lezak       | 3'25"09    | Austrália · Matt Welsh · Brenton Rickard · Andrew Richards · Andrew Mewing              | 3'29"72  | Rússia · Arkady Vyatchanin · Andrey Ivanov · Nikolay Skvortsov · Andrey Kapralov | 3'32"11  |
| 4x100 m Feminino  | Austrália · Sophie Edington · Brooke Hanson · Jessicah Schipper · Libby Lenton    | 3'54"95    | Estados Unidos · Haley Cope · Tara Kirk · Jenny Thompson · Kara Lynn Joyce              | 3'55"68  | Suécia · Therese Svendsen · Sara Larsson · Johanna Sjoberg · Josefin Lillhage    | 4'01"76  |